# Çayköy, Mengen
Çayköy là một xã thuộc huyện Mengen, tỉnh Bolu, Thổ Nhĩ Kỳ. Dân số thời điểm năm 2010 là 134 người.